# Sveti Bavo
Sveti Bavo (Hesbaye, 622. – Gent, 659.), kršćanski svetac.

## Život
Bavo je rođen u blizini grada Liègea na prostoru današnje Belgije, u franačkoj plemićkoj obitelji. Rođenjem mu je dano ime Allowin. Bio je poznat i po tome što je prodao sluge mjestnom plemstvu kao robove.  Prešao je na kršćanstvo, nakon što je čuo prodiku koju je izgovarao Sveti Amand. Neko vrijeme putovao je kao misionar sa svetim Amandom Francuskom i Flandrijom. Kada je susreo čovjeka kojega je davno prodao u ropstvo, zamolio je tog čovjeka da ga za pokoru on njega vodi ulicama na lancu, sve do gradskog zatvora. 
Dao je sagraditi opatiju na njegovom zemljištu i postao je redovnikom. Raspodijelio je svoju imovinu siromašnima i živio je kao pustinjak, prvo u šupljem stablu, a kasnije u ćeliji u obližnjoj šumi blizu opatije. Umro je u Opatiji svetog Bava u Gentu, današnja Belgija. Bavo je svetac zaštitnik Genta, Belgije i Haarlema u Nizozemskoj. Njegova slika je i dijelom grba predgrađa grada Antwerpena, Wilrijka. Spomendan mu je 1. listopada.